# Ala II Flavia Hispanorum

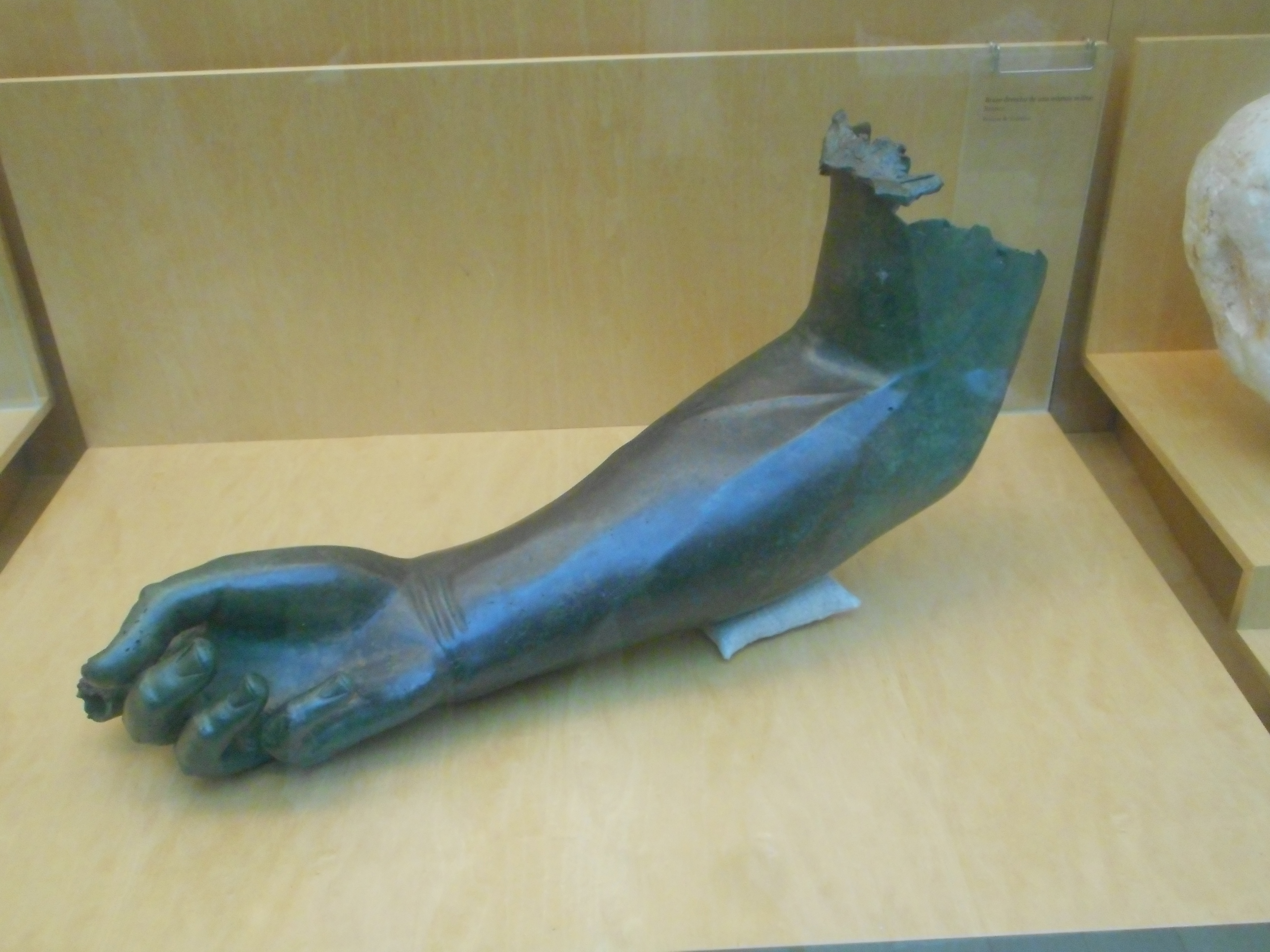
Der rechte Arm einer Statue aus Bronze, die möglicherweise zu der 197 errichteten Inschrift gehörte

Die Ala II Flavia Hispanorum [civium Romanorum] [Galliana Volusiana] (deutsch 2. Ala die Flavische der Hispanier [der römischen Bürger] [die Gallianische Volusianische]) war eine römische Auxiliareinheit. Sie ist durch Inschriften belegt. In einigen Inschriften wird sie als  Ala Flavia bzw. Ala II Flavia bezeichnet.

## Namensbestandteile

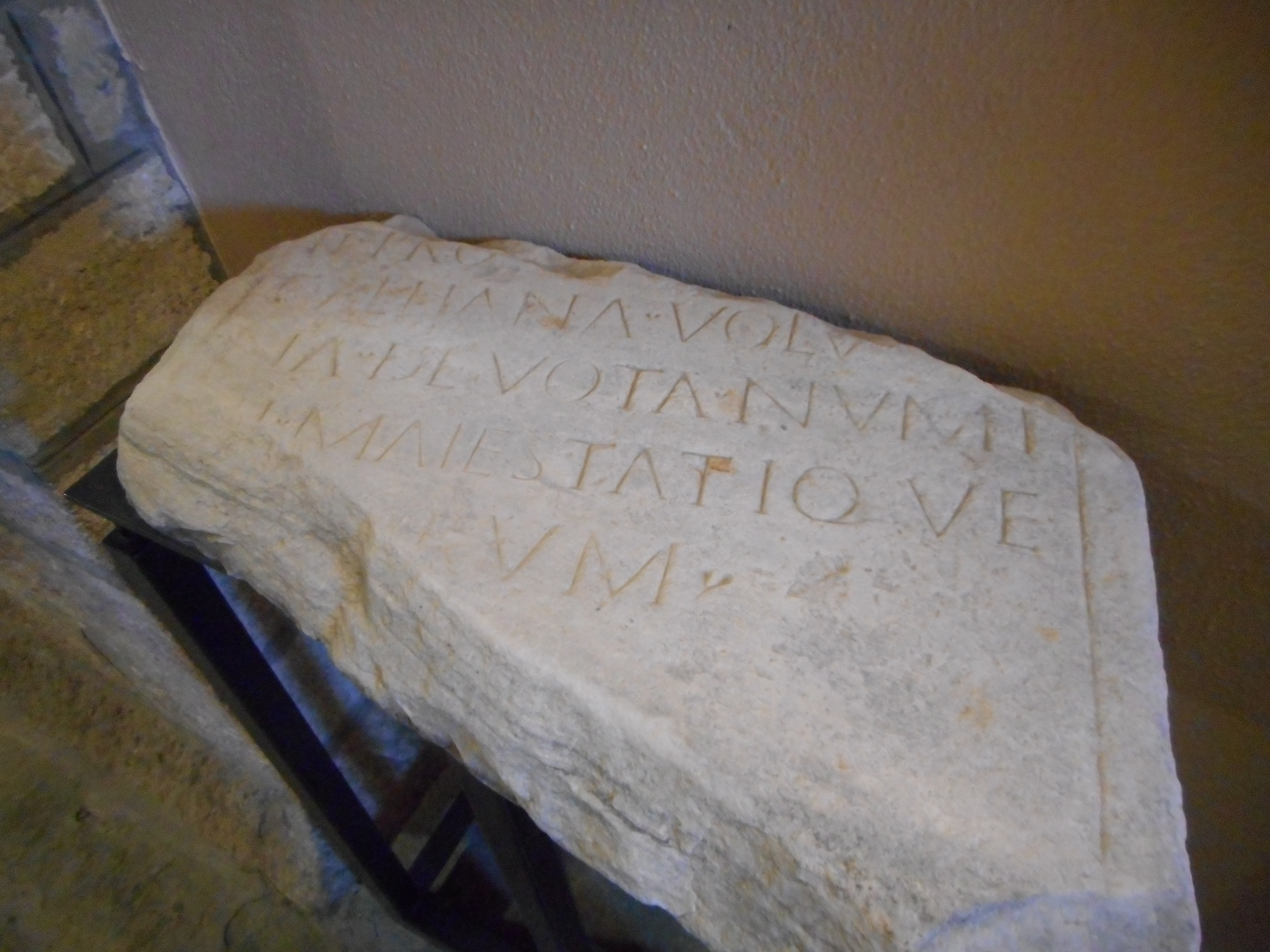
Die Inschrift mit der Ehrenbezeichnung Galliana Volusiana

- Ala: Die Ala war eine Reitereinheit der Auxiliartruppen in der römischen Armee.

- II: Die römische Zahl steht für die Ordnungszahl die zweite (lateinisch secunda). Daher wird der Name dieser Militäreinheit als Ala secunda .. ausgesprochen.

- Flavia: die Flavische.[A 1] Die Ehrenbezeichnung bezieht sich auf die flavischen Kaiser Vespasian, Titus oder Domitian.

- Hispanorum: der Hispanier. Die Soldaten der Ala wurden bei Aufstellung der Einheit aus den verschiedenen Stämmen der Hispanier auf dem Gebiet der römischen Provinz Hispania Tarraconensis rekrutiert.

- civium Romanorum: der römischen Bürger.[A 2] Den Soldaten der Einheit war das römische Bürgerrecht zu einem bestimmten Zeitpunkt verliehen worden. Für Soldaten, die nach diesem Zeitpunkt in die Einheit aufgenommen wurden, galt dies aber nicht. Sie erhielten das römische Bürgerrecht erst mit ihrem ehrenvollen Abschied (Honesta missio) nach 25 Dienstjahren. Der Zusatz kommt in mehreren Inschriften[2] vor.

- Galliana Volusiana: die Gallianische Volusianische. Eine Ehrenbezeichnung, die sich auf Trebonianus Gallus (251–253) und seinen Sohn Volusianus bezieht. Der Zusatz kommt in zwei Inschriften[3] vor.

Da es keine Hinweise auf den Namenszusatz milliaria (1000 Mann) gibt, war die Einheit eine Ala quingenaria. Die Sollstärke der Ala lag bei 480 Mann, bestehend aus 16 Turmae mit jeweils 30 Reitern.

## Geschichte
Die Ala war in der Provinz Hispania Tarraconensis stationiert.
Der Zeitpunkt, zu dem die Einheit aufgestellt wurde, ist umstritten. Im späten 1. Jahrhundert war die Ala möglicherweise außerhalb ihrer Stationierungsprovinz im Einsatz. Während der Regierungszeit von Antoninus Pius (138–161) und von Mark Aurel (161–180) wurde die Einheit (bzw. eine Vexillation derselben) vermutlich vorübergehend nach Mauretania verlegt, um an der Niederschlagung von Aufständen teilzunehmen. Die Ala errichtete 197 eine Statue mit Inschrift zu Ehren von Septimius Severus; vermutlich geschah dies nach der Niederlage des Clodius Albinus, um dem siegreichen Severus die Loyalität der Einheit zu demonstrieren.
Der letzte gesicherte Nachweis der Ala beruht auf zwei Inschriften, die auf 251/253 datiert sind.
Es ist unsicher, ob die Einheit mit einer der folgenden beiden Einheiten identisch ist, die in der Notitia dignitatum aufgeführt sind: entweder mit der Cohors secunda Flavia Pacatiana am Standort Paetaonio oder mit der Ala secunda Hispanorum am Standort Poisrietemidos.

## Standorte
Standorte der Ala in Hispania Tarraconensis waren möglicherweise:
| - Petavonium (Rosinos de Vidriales): mehrere Inschriften wurden hier gefunden. | - Villalis: drei Inschriften wurden hier gefunden. |

## Angehörige der Ala
Folgende Angehörige der Ala sind bekannt:

### Kommandeure
| - [A]rrius [Co]nstans Speratianus, ein Präfekt (AE 1995, 858) - Lucius Pompeius Faventinus, ein Präfekt - Lucius Versenus Aper, ein Präfekt - Lucius Vibius Lentulus, ein Präfekt | - Marcus Fabius Mettianus, ein Präfekt - Marcus Sellius Honoratus, ein Präfekt - Tiberius Iunius Quadratus, ein Präfekt |

### Sonstige
| - G(aius) Aemil(ius) Valens, ein Reiter (CIL 2, 5610) - C(aius) Af[ra]nius Ag[ri]cola, ein Reiter (AE 1987, 611) - C(aius) Cornelius Serenus, ein Reiter (AE 1961, 338) - [C]alpurnius Reburrinus, ein Reiter (EE-09, 00277) - [Do]mitius, ein Reiter (AE 1961, 338) - L(ucius) Campilius Paternus, ein Reiter und Optio (CIL 2, 5682) - M(arcus) []ntovius Ela[es]us, ein Soldat (AE 1982, 580) | - [P]rimanus, ein Decurio (CIL 2, 5610) - Reburrus (AE 1995, 856) - Val(erius) Lascivus, ein Reiter (CIL 8, 21050) - Valeri(us) Marcel[linus], ein Decurio (EAstorga 00119) - Valerius Sempronianus, ein Decurio - Val(erius) Victor, ein Decurio (AE 1967, 229) - Velinus (HEp 1990, 00567) |